# José María Luengo Martínez
José María Luengo Martínez (Astorga, 17 de mayo de 1896 – La Coruña, 1991) fue un escritor y arqueólogo español.

## Biografía
Hijo de Crescencio Luengo y María Dolores Martínez, fue bautizado en la parroquia de San Bartolomé de Astorga (León). Su padre era facultativo de telégrafos, cargo que desempeñó en Astorga hasta 1912 por traslado a Madrid al negociado de contabilidad de la Dirección General de Correos y Telégrafos.
Por tanto, hasta los 16 años José María realizó sus estudios en Astorga y posteriormente en Madrid, ingresando en 1918, previa oposición, en el Cuerpo Administrativo del Catastro Urbano. Durante casi medio siglo ejerció como funcionario del Estado; 16 de ellos en León y el resto en La Coruña, recorriendo todos los escalafones, para llegar a Jefe Superior de Administración Civil.
Paralelo a su profesión administrativa, desempeñó diferentes cargos, dependientes del Ministerio de Educación u otras instituciones. Secretario de la Comisión de Monumentos Históricos Artísticos de la provincia de León en 1929, en 1939, y ya en La Coruña, fue nombrado Comisario de Excavaciones de esa provincia, pasando a ser Delegado en 1956 hasta la extinción de tal cargo. Ese mismo año de 1939 fue designado vicepresidente de la Comisión de Monumentos, pasando a ser presidente en 1950, cargo que ocupó hasta su muerte.
Su realización más importante en La Coruña fue la creación del Museo Histórico-Arqueológico. Para ello consiguió la cesión del Castillo de San Antón, y tras acondicionarlo, fue instalado el museo del que fue su primer director, desde 1965 hasta 1972 pasando desde esta última fecha a ser director honorario.
Su pasión fue la arqueología, convirtiéndose en pionero y maestro admirado; el castro y castillo de Valderas fueron su comienzo en 1929, para, a partir de 1942, desarrollar una intensa labor de excavación en diferentes castros coruñeses como el de Elviña, Meirás, Centroña, Carnota o Baroña, con sus respectivas memorias y publicaciones.
A pesar de su alejamiento físico de Astorga, siempre que podía tomaba parte en la vida de la ciudad. Así, fue el primero que efectuó excavaciones arqueológicas en 1954, fue quien rescató las pinturas pompeyanas, realizó los primeros estudios de las cloacas romanas allá por 1946 y promovió la declaración como monumento nacional la "Ergástula" y el monasterio de Carracedo, como Conjunto Histórico-Artístico, Villafranca del Bierzo, o Montes y Peñalba como paisaje pintoresco histórico-artístico.
A esa labor hay que unir la literaria y divulgativa, la cual le valió numerosas condecoraciones, premios y distinciones, desde 1925 en que recibió la medalla de homenaje de los Reyes, hasta 1988 en que el Ayuntamiento de Astorga le nombró Hijo Predilecto de Astorga. Así en 1929 es designado Correspondiente de la Real Academia de la Historia, en 1935 Correspondiente de la Real Academia Gallega, y Correspondiente de la Asociación de Arqueólogos Portugueses en 1949. En 1942 se le concedió la máxima distinción en el ámbito cultural, la medalla de Alfonso X el Sabio. En sus últimos años, en 1987 fue designado Personaje Astorgano del Año, y en 1988 le fue concedido el premio periodístico "Ciudad de Astorga". El Museo romano de Astorga le tiene dedicada una sala.

## Obra
Entre su abundante obra figuran los siguientes títulos:

### Libros
- Notas para la historia de León y su provincia, Diputación de León, 2001, ISBN 84-89470-96-0.
- Excavaciones en el castro céltico de Baroña, Diputación Provincial de La Coruña, 1999, ISBN 84-89652-82-1.
- La arquitectura popular de la Maragatería, Ayuntamiento de Astorga, 1995, ISBN 84-606-2299-1.
- Esquema de la arquitectura civil en el Bierzo, 1967, Servicio de Publicaciones Exma. Diputación Provincial de León.

### Colaboraciones
- Lo celta y lo celtibérico en la provincia de León, Homenaje al profesor Martín Almagro Basch, 1983, ISBN 84-7483-349-3.
- Castros leoneses, Crónica del VI Congreso Nacional de Arqueología, 1961.

### Artículos
- La iglesia de Turienzo de los Caballeros y el Románico primario de La Somoza, en revista Astórica, año 8, n.º 9, 1990, ISSN 0212-6141.
- Sobre lo prerromano y lo celto-romano en la provincia de León, en Revista Tierras de León, Vol. 27, n.º 66, 1987, ISSN 0495-5773.
- La Intentona del 30 de julio de 1869 en Astorga, en revista Astórica, año 3, n.º 3, 1985, ISSN 0212-6141.
- El tesoro de Elviña y tres torques coruñeses, en Trabajos de Prehistoria, Vol. 36, n.º 1, 1979, ISSN 0082-5638.
- La capilla de San José de Rabanal del Camino, en revista Tierras de León, Vol. 19, n.º 36-37, 1979, ISSN 0495-5773.
- La cripta de los Marqueses de la ciudad en la Catedral de Astorga, en revista Tierras de León, Vol. 18, n.º 30-31, 1978, ISSN 0495-5773.
- Ruitelán y su iglesia románica, en Revista Tierras de León, Vol. 17, n.º 26, 1977, ISSN 0495-5773.
- Exvoto a Marti Tileno, en revista León, n.º 214, 1972.
- El castillo de San Antón de La Coruña, en Boletín municipal de La Coruña, n.º 19-21, 1967.
- Síntesis histórica de Villafranca del Bierzo, en Revista Tierras de León, Vol. 4, n.º 5, 1964, ISSN 0495-5773.
- Excavaciones en la villa romana de Centroña (La Coruña), en Cuadernos de Estudios Gallegos, n.º 51, 1962.
- Astorga romana: Excavaciones del plan nacional 1954-55, en Noticiario arqueológico hispánico, II, 1962.
- Castros leoneses: Revilla, Sacaojos, Ardón, La Candamia, Villafañe y Valderas, en VI Congreso Arqueológico Nacional, Zaragoza, 1961.
- De la Tebaida leonesa: Montes y Peñalba, en Revista Tierras de León, n.º 22, 1962.
- Excavaciones en el castro céltico de Baroña (La Coruña), en Noticiario arqueológico hispánico, III y IV, 1956.
- Excavaciones de la necrópolis romana de La Coruña, en III Congreso de Arqueología, Zaragoza, 1955.
- Noticia sobre las excavaciones del castro de Elviña (La Coruña), en Informes y memorias de la Comisaría General de Excavaciones, n.º 23, 1950.
- Exploraciones en el castro de Aranga (La Coruña), en Cuadernos de Estudios Gallegos, XV, 1950.
- Excavaciones arqueológicas en el castro y necrópolis de Meirás (La Coruña), en Informes y Memorias de la Comisaría General de Excavaciones, n.º 23, 1950.
- Noticia sobre el Paleolítico en León, en Actas y Memorias de la Sociedad Española de Antropología, Homenaje a Santa Olalla, XXII, 1947.
- Una vivienda de los mineros en las minas romanas de oro en Las Médulas (León), en Actas y Memorias de la Sociedad Española de Antropología, n.º 16, 1941.
- Fíbulas y hebillas celtibéricas de Lancia (León), en Actas y Memorias de la Sociedad Española de Antropología, n.º 16, 1941.
- El castro de Morgovejo (León), en Actas y Memorias de la Sociedad Española de Antropología, XV, 1940.